# 戸田忠温
戸田 忠温（とだ ただはる）は、江戸時代後期の大名、寺社奉行、老中。下野宇都宮藩主。宇都宮藩戸田家10代。

## 略歴
先々代藩主戸田忠翰の五男に生まれる。宇都宮城生まれで、生母は鹿沼の町家の娘。文政6年（1823年）2月に兄忠延の養子となり、4月に家督を継いだ。
天保4年（1833年）に奏者番に任命され、天保11年（1840年）2月に寺社奉行を兼務した。弘化2年（1845年）からは老中となり、最初の正室の甥である阿部正弘と共に紛糾する外交問題の処理から海防の意見書の提出を求めたり、砲台の改築や諸大名への防備の強化を命じたりした。
忠温は幕府の要職を歴任したため幕府の要路に金を使い、藩財政が悪化したので家老の戸田七兵衛は諌めたが聞き入れなかった。江戸藩邸にはオランダ人や琉球人を招いて、藩財政の窮乏をよそに賑やかだったという。年下で義理の甥である阿部に老中就任で先を越されたため、あるとき忠温の供頭が恐ろしい形相で睨みつけていたという話も伝わる。
死後、家督は三男の忠明が継いだ。

## 経歴
- 1804年（享和4年）生まれ（2月5日に文化に改元）
- 1823年（文政6年）兄・戸田忠延死去、家督相続
- 1833年（天保4年）奏者番
- 1840年（天保11年）寺社奉行
- 1843年（天保14年）老中
- 1851年（嘉永4年）死去（享年48）

## 系譜
父母
- 戸田忠翰（実父）
- 戸田忠延（養父）

正室、継室
- 純 - 阿部正精の娘（正室）
- 於美 - 水野忠邦の養女、石川総佐の娘（継室）

子女
- 戸田忠明（三男）
- 戸田忠文（四男）
- 戸田忠恕（六男）
- 富子 - 有馬道純正室
- 釭 - 水野忠幹の継室、水野忠精の養女
- 安 - 内藤頼直正室
- 敬子 - 有馬道純継室
- 操 - 秋元礼朝正室
- 淑子 - 戸田忠友正室、戸田忠至の養女
- 恵美栄 - 大関増昭正室
- 小笠原某室